# Antonin Carlès

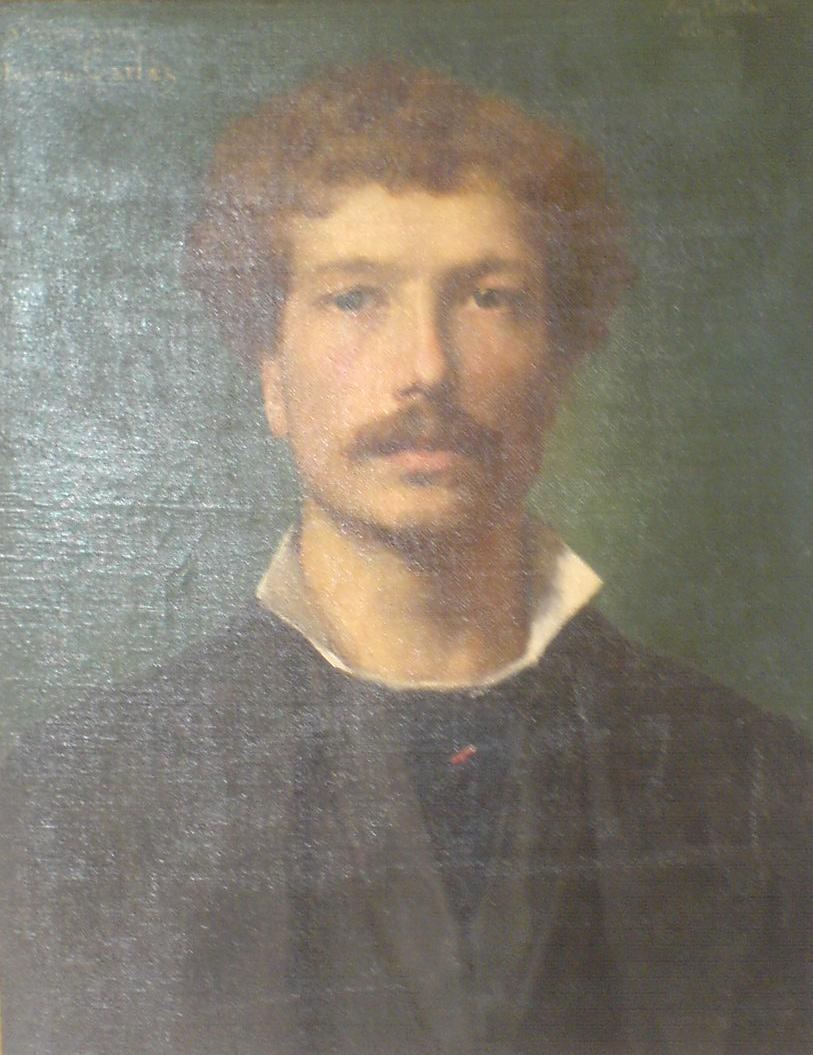
Antonin Carlès, porträtterad av Armand Berton.

Jean Antonin Carlès, född den 23 juli 1851 i Gimont (departementet Gers), död den 18 februari 1919 i Paris, var en fransk bildhuggare. 
Bland hans arbeten märks statyerna Ungdomen (1885) och Abel (1887, båda i Luxembourgmuseet), Återkomsten från jakten (1888, brons, i Tuileriesträdgården), Karl VII (stadshuset i Compiègne), gruppen På ärans fält (1894, slottet Boissière) samt flera dekorativa skulpturer och porträttbyster.